# 孤星
《孤星》為香港和臺灣歌手王傑的第四張國語專輯，發行於1989年8月11日，專輯製作人為陳秀男，由飛碟唱片公司發行，唱片編號 : UFO-89100 。

## 專輯簡介
主打歌孤星依舊為陳志遠、陳樂融為王傑量身訂作的歌曲，也是王傑主演電影《七匹狼2》的主題曲，該年臺灣唱片商業同業公會、消基會、華視、民生報聯合開辦金曲龍虎榜，王傑的《孤星》在開榜後勢如破竹地蟬聯八週冠軍，也於年底總排行拿下冠軍，另外此專輯的三首主打歌（「孤星」、「上帝也哭泣」、「是你是你是你」）更是陸續登上知音時間排行榜，成為該年榜上唯一一位同張專輯便有三首歌進榜的歌手（其中「孤星」、「上帝也哭泣」分別得過週冠軍）。而因為上帝也哭泣中的一句「因為那人間已變的無情  連那六月也會下雪。」被認為是在描述64天安門事件，在中國被封禁。

## 曲目
| 曲序 | 曲名                 | 曲                   | 詞                   | 編曲     | 附註                                      | 粵語版本                                          |
| 01   | 孤星                 | 陳志遠               | 陳樂融               | 陳志遠   | 電影《七匹狼2》主題曲                     | 人在風雨中，收錄於專輯 《人在風雨中》             |
| 02   | 是你是你是你         | 王傑                 | 王傑                 | 陳志遠   | 王傑首度親自執導MV，由金玉嵐演出          | 是你是你，收錄於專輯 《人在風雨中》               |
| 03   | 點燃你胸中的燈火     | Ricky Ho             | 丁曉雯               | Ricky Ho |                                           |                                                   |
| 04   | 我願意付出一切所有   | 王傑                 | 丁曉雯               | 陳志遠   |                                           |                                                   |
| 05   | You're My Everything | Scarano-Donnez.Gomez | Scarano-Donnez.Gomez | 陳志遠   | 原曲由 Santa Esmeralda 主唱，於1977年發行 |                                                   |
| 06   | 上帝也哭泣           | 王傑                 | 王傑                 | 陳志遠   | 電影《七匹狼2》插曲                       | 上帝也哭泣（粵），收錄於專輯 《人在風雨中》       |
| 07   | 我如何知道你愛我     | 陳志遠               | 丁曉雯               | 陳志遠   |                                           | 我如何知道你愛我（粵），收錄於專輯 《人在風雨中》 |
| 08   | 冷冷的太陽           | Ricky Ho             | 丁曉雯               | Ricky Ho |                                           | 冰太陽，收錄於專輯 《流浪的心》                   |
| 09   | 誰能了解我的心       | 陳耀川               | 陳耀川               | 陳志遠   |                                           |                                                   |
| 10   | 孤星                 | 陳志遠               |                      | 陳志遠   | 抒情演奏版                                |                                                   |

## 唱片版本
- 錄音帶版
- CD版
- 黑膠唱片

## 專輯文案
孤星一顆
       
　　--傳說中，我們眼前的每顆星

　　都經過宇宙蒼穹數百萬光年的跋涉。

夜深的時候，仰望蒼穹

你的星座在天空的哪個角落？

分手了以後，回顧此生

人世間何處是你永恆的承諾？

這樣的質疑，這樣的追問

王傑有過，你也有過

風裡，雨裡

恩恩怨怨來來去去

成裡，敗裡

多少英雄怕見白頭

「你說，凡失去的必曾擁有

我只知道，在向生命許下誓言的剎那

我已陷入完全的孤寂‧‧‧‧‧」

27歲的王傑，活得比任何人都久

不在乎踽踽獨行

不屬於任何星座

王傑，總是一個人狂喜

一個人心碎

發誓不作地底的塵埃

要高掛在最冷的夜空那端

所有的努力是為了讓你看見

所有的光芒是為了照得更遠

孤星一顆

原來也有它的誓約

## 音樂錄影帶
- 孤星
- 是你是你是你
- 上帝也哭泣（棚內單歌）